# Lyonia ligustrina
Lyonia ligustrina är en ljungväxtart som först beskrevs av Carl von Linné, och fick sitt nu gällande namn av DC. Lyonia ligustrina ingår i släktet Lyonia och familjen ljungväxter. Utöver nominatformen finns också underarten L. l. foliosiflora.

## Bildgalleri

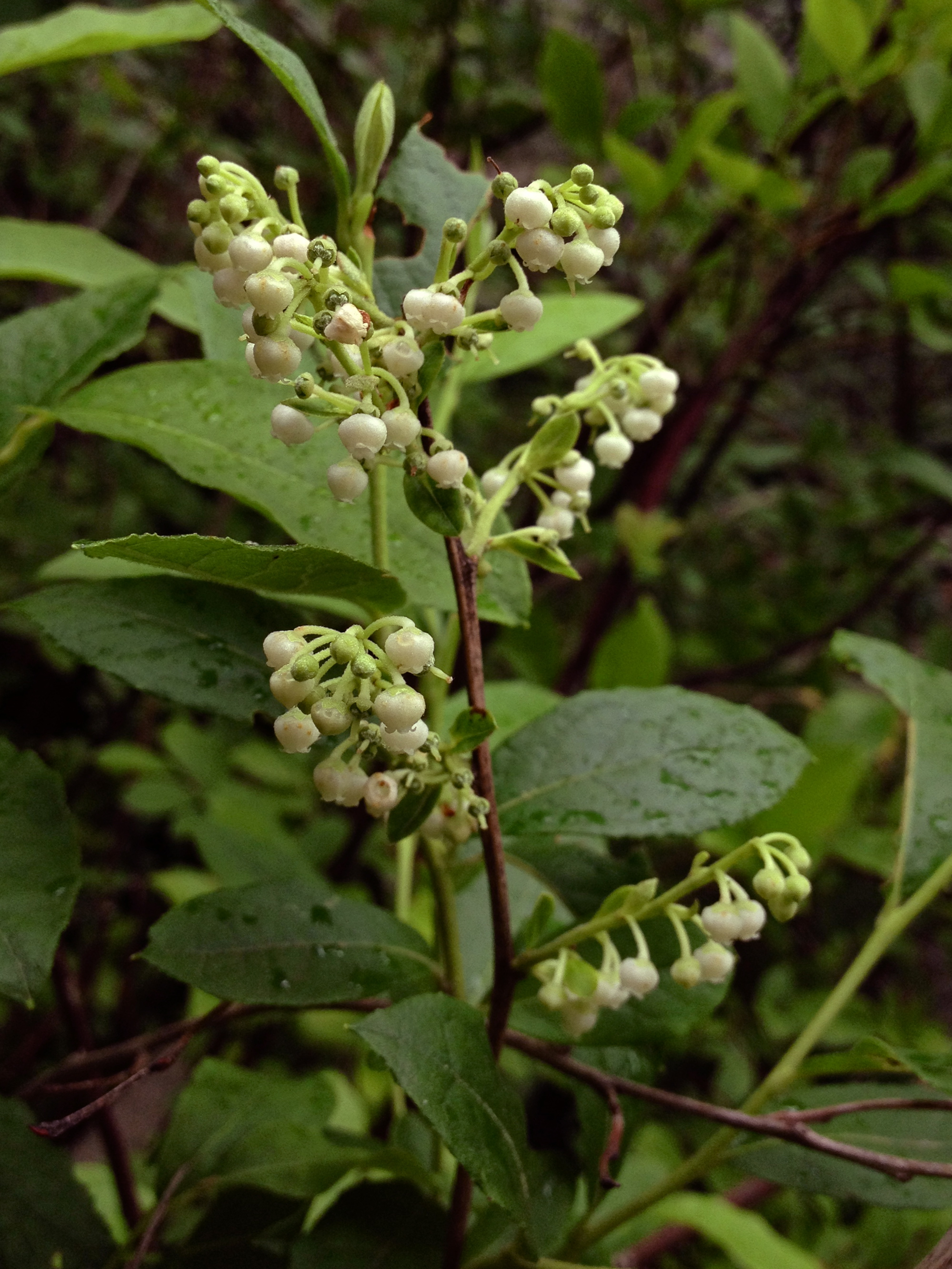
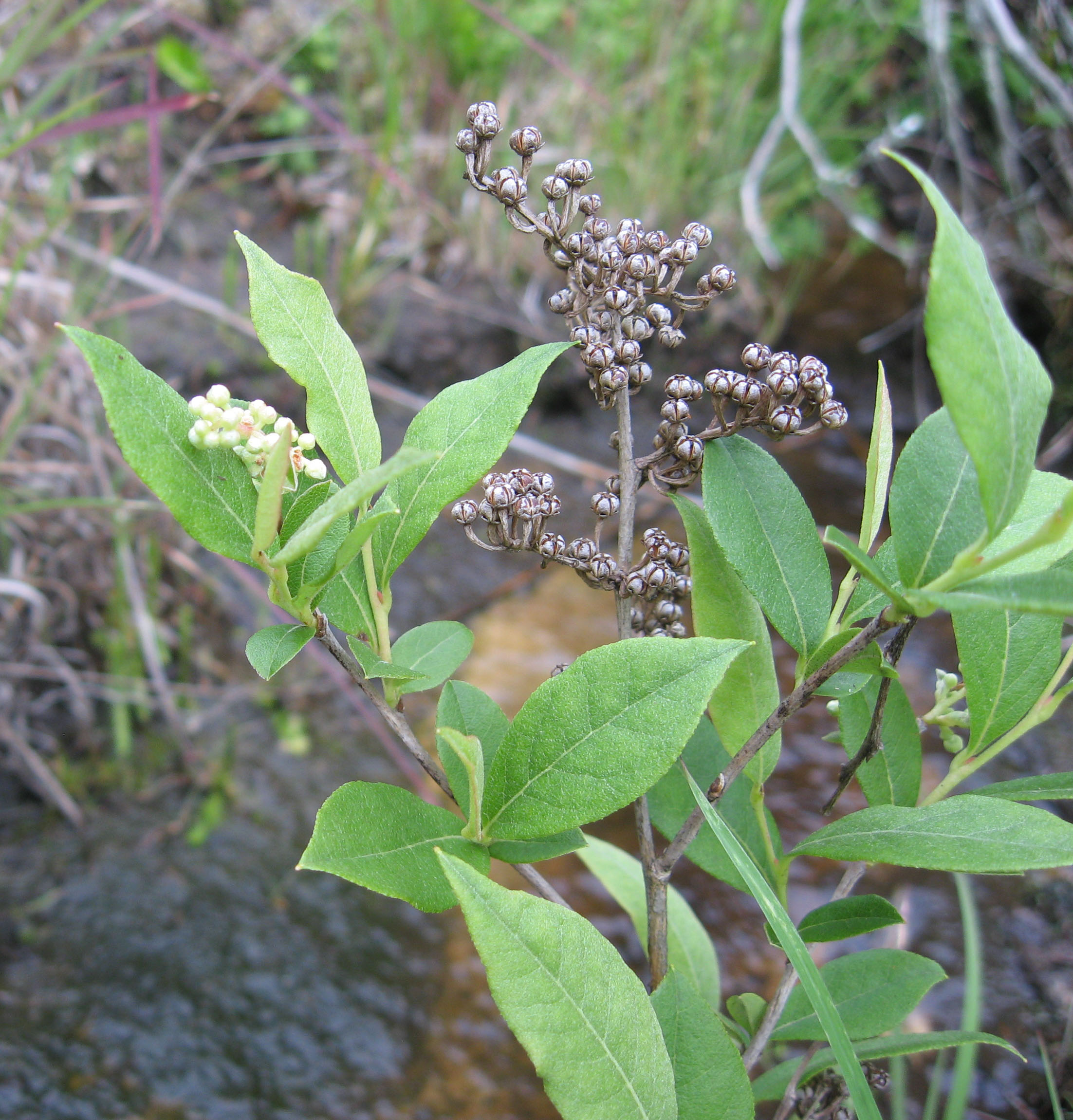
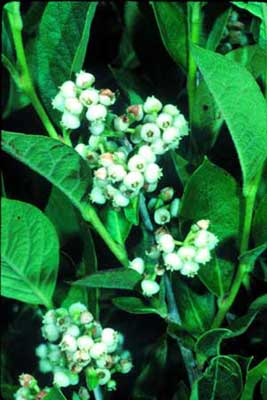